# Catherine Charlotte De la Gardie
Catherine Charlotte De la Gardie, née Taube (5 avril 1723–24 mars 1763), est une suédoise noble.
Dame d'honneur de la reine Louise-Ulrique qui appréciait particulièrement sa compagnie, elle était une amie de la poétesse Hedvig Charlotta Nordenflycht. Elle introduisit la vaccination contre la variole.